# نادیا سلیمان
نادیا دنیس داود-سلیمان (انگلیسی: Nadya Denise Doud-Suleman؛ زادهٔ ۱۱ ژوئیهٔ ۱۹۷۵) که در رسانه‌ها با نام آکتومام (مادر هشت‌قلوها) هم شناخته می‌شود یک سلبریتی اهل ایالات متحده آمریکا است که در ژانویه ۲۰۰۹ زمانی که نخستین هشت قلوهای زنده را به دنیا آورد مورد توجه بین‌المللی قرار گرفت. شرایط چندقلوزایی وی منجر به بحث و جدل در زمینه فناوری کمک‌باروری و همچنین تحقیقات سازمان نظام پزشکی کالیفرنیا دربارهٔ متخصص باروری انجام‌دهندهٔ آن شد.
سلیمان هشت قلوها و همچنین شش فرزند بزرگترش را از طریق لقاح مصنوعی باردار شد.

## اوایل زندگی
سلیمان که امروزه با نام ناتالی سلیمان شناخته می‌شود، در فولرتون، کالیفرنیا زاده شد. او تنها فرزند آنجلا ویکتوریا سلیمان (نام‌خانوادگی دوشیزگی: استانائیتس)، معلم مدرسهٔ لیتوانیایی‌تبار و ادوارد داود سلیمان، یک رستوران‌دار فلسطینی است که بعدها مشاور املاک شد و به عنوان مترجم در عراق خدمت می‌کرد. او در دبیرستان نوگالس در لا پونت، کالیفرنیا تحصیل کرد، که در آنجا او را به نام «ناتالی داود» می‌شناختند، و بعداً در کالج مانت سن آنتونیو در والنات، کالیفرنیا ادامه تحصیل داد و مجوز تکنسین روان‌پزشکی گرفت. سپس در رشتهٔ «رشد و تکامل کودک» مدرک کارشناسی گرفت و به مدت سه سال در یک بیمارستان روانی دولتی کار کرد.

## ازدواج و جدایی
سلیمان در سال ۱۹۹۶ با مارکوس گوتیه‌رِس ازدواج کرد. آنها در سال ۲۰۰۰ از هم جدا شدند. گوتیه‌رِس در نوامبر ۲۰۰۶ درخواست طلاق خود را به دادگاه تسلیم کرد داد که در ژانویه ۲۰۰۸ به سرانجام رسید.

## فرزندان
سلیمان درمان‌های لقاح مصنوعی را در سن ۲۱ سالگی در سال ۱۹۹۷، تحت نظارت دکتر «مایکل کامروا» آغاز کرد که بعداً از انجمن پزشکی باروری آمریکا اخراج شد.
در سال ۲۰۰۱، سلیمان اولین پسر خود، ایلایژا را به دنیا آورد. در سال ۲۰۰۲، او نخستین دختر خود، امیره را به دنیا آورد. سلیمان به درمان‌های لقاح مصنوعی ادامه داد که منجر به سه بارداری دیگر شد، از جمله دو پسر دیگر، جاشوا و آیدن، و یک مجموعه از دوقلوهای غیرهمسان مذکر، کالیسا و کیلب، که در مجموع شش فرزند می‌شد: چهار پسر و دو دختر. در سال ۲۰۱۹، سلیمان فاش ساخت که پسرش آیدن «اوتیسم شدید» است و «به کمک کامل برای برآورده کردن همه نیازهای خود در فعالیت‌های روزمره زندگی نیاز دارد.» سلیمان، گیاه‌خوار مطلق است و می‌گوید که بیشتر فرزندانش غذاهای گیاهی را ترجیح می‌دهند.

## هشت قلوها
در سال ۲۰۰۹، سلیمان اظهار داشت که شش رویان از درمان‌های قبلی لقاح مصنوعی خود باقی مانده‌است. او توضیح داد که درخواست کرده‌است تمامی رویان‌های باقی‌مانده هم‌زمان به رحم او منتقل شوند. البته زنی به سن او معمولاً حداکثر سه رویان را می‌تواند در رحمش بپذیرد. سلیمان بیان کرد که بخشی از دلیل او برای اقدام به بارداری ششم این بود که رویان‌های منجمد از بین نرود. چرخه‌های جدید آی‌وی‌اف همیشه انجام می‌شد، علی‌رغم وجود رویان‌های موجود که توسط دکتر کامروا منجمد و ذخیره شده بود. در ژوئن ۲۰۱۱، طی تحقیقات سازمان نظام پزشکی کالیفرنیا، مشخص شد که کامروا دوازده رویان را به درون رحم سلیمان منتقل کرده‌است، که هیئت نظارت تشخیص داد که یک انحراف «شدید» از استانداردهای مراقبت و درمان است. پس از بررسی پرونده سلیمان، در کنار سه پرونده دیگر، سازمان نظام پزشکی کالیفرنیا رای به لغو مجوز پزشکی کامروا داد که از اول ژوئیه ۲۰۱۱ اجرایی شد.
اخبار مربوط به هشت قلوها باعث سروصدای رسانه‌های بین‌المللی شد. بازخوردهای مردمی تا حد زیادی منفی بود، از جمله تهدید به مرگ. بحث‌های عمومی فراوانی در مورد تصمیم سلیمان برای داشتن هشت قلوها وجود داشته‌است، از جمله تظاهراتی کوچک در بیرون خانه سلیمان. بسیاری ابراز نگرانی کردند که تصمیم سلیمان برای داشتن فرزندان بیشتر، موجب فشار بر روی مالیات‌دهندگان از طریق اهدای حمایت‌های عمومی به این خانواده خواهد شد. سلیمان ادعا کرد که می‌تواند به‌طور مستقل از فرزندانش حمایت کند و گفت که قصد دارد برای تکمیل مدرک کارشناسی ارشد در رشتهٔ مشاوره به دانشکده بازگردد، اما بررسی سوابق نشان داد که سلیمان پس از دریافت مستمری دولتی بین سال‌های ۲۰۰۲ تا ۲۰۰۸ برای پرداخت هزینه آسیب‌دیدگی کمر در جریان یک ناآرامی در سپتامبر ۱۹۹۹ بیکار بوده‌است.
در مارس ۲۰۰۹، سلیمان یک خانه جدید در لا هابرا، کالیفرنیا خرید، و بسیاری از رسانه‌های خبری دربارهٔ سرنوشت هشت قلوها پس از ترخیص از بیمارستان تردیدهایی مطرح کردند، در حالی که سلیمان نیز نسبت به از دست دادن حضانت آنها ابراز نگرانی کرد. در ساعات اولیه صبح اول آوریل، روزی که قرار بود او هفتمین قل را به خانه بیاورد، خرابکاران یک صندلی کودک را از شیشه عقب مینی‌ون تویوتای او به درون پرتاب کردند. تا ۱۴ آوریل ۲۰۰۹، همه بچه‌ها با مادر و مادربزرگ خود در خانه زندگی می‌کردند. هشت قلوها اولین تولد خود را در ۲۶ ژانویه ۲۰۱۰ جشن گرفتند. سلیمان به مجله پیپل گفت: «من زیاد نمی‌خوابم، اما به آن عادت کرده‌ام. شب‌ها وقتی یکی از بچه‌ها بلند می‌شود، همه بلند می‌شوند. بعضی شب‌ها اصلاً نمی‌خوابم یا به اندازه نیم ساعت می‌خوابم. در شب‌های خوب و آرام، ممکن است تا دو ساعت کامل وقت داشته باشم. طولانی‌ترین مدت بی خوابی من، ۷۲ ساعت بوده‌است. سخت است، اما من به زندگی خود ادامه می‌دهم و سعی می‌کنم بهترین مادری باشم که می‌توانم باشم.»

## نمایه عمومی
سلیمان با تولد هشت قلوها خیلی زود توجه عموم را به خود جلب کرد. در هفته اول، رسانه‌ها او را «آکتومام» (مادر هشت‌قلوها) نامیدند. سلیمان «گروه کیلین فورتنی» را به عنوان مسئول روابط عمومی اصلی خود استخدام کرد و «وس یودر» نیز کمی مشاوره حرفه‌ای رایگان فراهم نمود. هر دو گروه پس از دریافت تهدید به مرگ به زودی به مشارکت خود پایان دادند. سخنگوی بعدی وی «ویکتور مونوس» بود که در ۶ مارس ۲۰۰۹ استعفا داد.
سلیمان در برنامه‌های تلویزیونی بسیاری ظاهر شده‌است، که با مصاحبه فوریه ۲۰۰۹ با آن کوری آغاز شد. سلیمان ابراز نظرهایی مبنی بر اینکه تصمیماتش خودخواهانه بوده یا اینکه نمی‌تواند از فرزندانش مراقبت کند را رد کرد و گفت: «می‌دانم که وقتی تحصیلاتم تمام شد، می‌توانم از پس آن بربیایم. اگر من فقط در خانه به تماشای تلویزیون می‌نشستم و آنقدر مصمم نبودم که موفق شوم و آینده بهتری برای فرزندانم فراهم کنم، آنوقت می‌شد گفت که تصمیمم تا حدی خودخواهانه بوده‌است.» سلیمان بعداً در ماه مارس در برنامه دکتر فیل در کنار یک حقوق‌دان و وکیل به نام «گلوریا آلرد» ظاهر  شد. آلرد فهرستی از انتقادات در مورد عملکرد سلیمان به عنوان مادر و یک زن خانه‌دار آماده کرد.
در ۱۶ آوریل ۲۰۰۹، سلیمان فاش کرد که برای یک برنامه تلویزیونی واقع‌نما در بریتانیا قراردادی منعقد کرده‌است، اگرچه هالیوود ریپورتر گزارش داد که برخی از شبکه‌های ایالات متحده آمریکا تمایلی به پخش این برنامه نداشتند. سلیمان در ۲۴ ژوئیه با دادگاه عالی لس آنجلس قراردادی امضا کرد تا هر یک از فرزندانش روزی ۲۵۰ دلار برای بازی در یک برنامه تلویزیونی واقع‌نما دریافت کنند. فیلمبرداری قرار بود از اول سپتامبر آغاز شود. در ۴ مه ۲۰۰۹، اعلام شد که آلرد پرونده ای را به دادگاه عالی اورنج کانتی تنظیم کرده‌است و درخواست کرده‌است که یک قیم برای حمایت از حقوق نوزادان تعیین شود. بعداً شبکهٔ فاکس ویژه‌برنامه دو ساعته خود را با عنوان «آکتومام: صحنه‌های باورنکردنی دیده‌نشده» پخش کرد. نقیضه و رویدادهای رسانه‌ای فراوانی بر اساس این داستان به وجود آمد، از جمله یک موزیکال در سال ۲۰۰۹ که در لس‌آنجلس اجرا شد، اگرچه سلیمان در تهیه و تولید آن نقشی نداشت. این ویژه‌برنامه در ابتدا در سال ۲۰۱۲ منتشر شد، و سپس در ۲۵ ژوئیه ۲۰۱۴ بازپخش گردید.
تصویر سلیمان در شماره فوریه ۲۰۱۰ مجله تبلوید استار، به همراه مصاحبه ای از او منتشر شد. چندین گزارش تصویری به دنبال منتشر شد که عمدتاً بر کاهش وزن او از زمان زایمان هشت قلوها در یک سال قبل متمرکز بود.
در آوریل ۲۰۱۰، سلیمان در برنامه شوی اپرا و آیدل گیوز بک حضور یافت که در آن ادعاها مبنی بر انجام عمل جراحی پلاستیک را رد کرد و اظهار داشت که پیشنهاد بازی در فیلم‌های پورنو را رد کرده‌است. او افزود که پیش‌تر به‌طور جدی در تصمیم خود برای به دنیا آوردن و بزرگ کردن فرزندانش تردید کرده بود و آرزو داشته که معلم شود. او بار دیگر در شوی اپرا ظاهر شد جایی که از سوزی اورمن در مورد مسائل مالی که در آن زمان با فرزندانش با آن مواجه بود کمک گرفت و در مورد اختلال ذخیره‌سازی که از دوران کودکی بدان مبتلا بود صحبت کرد.
در مارس ۲۰۱۲، سلیمان مدل عکاسی مجله بریتانیایی «کلوسر» شد و عکس‌هایش در آن مجله منتشر گردید.
در ۳۰ آوریل ۲۰۱۲، سلیمان درخواست ورشکستگی شخصی داد. سلیمان گفت ۵۰٬۰۰۰ دلار دارایی و تا ۱ میلیون دلار بدهی دارد. خانه او در لا هابرا قرار بود به حراج گذاشته شود. پیش از این، او متهم به بی‌توجهی به فرزندانش بود در حالی که صدها دلار برای خود از جمله برای کراتینه و صاف کردن موهایش به روش برزیلی خرج می‌کرد. با این حال، مددکاران اجتماعی پس از بازدید از خانه او تشخیص دادند که خطری برای کودکان وجود ندارد و نباید کودکان را از او جدا کرد.

سلیمان در ۲۳ اکتبر ۲۰۱۲ خود را به مدت ۲۸ روز یا بیشتر جهت توانبخشی و درمان اضطراب، ضعف شدید عصبی و فشار روانی در مرکز درمانی چپمن هاوس در لس آنجلس بستری شد. پیش از آن، او مدتها تحت نظر پزشک برای رفع مشکلات عصبی‌اش آلپرازولام مصرف می‌کرد.
سلیمان در موزیک ویدیوی «ماه عسل» کلیدس تی. جاد به عنوان عروس او نقش‌آفرینی کرد.
در ۱۳ ژانویه ۲۰۱۴، سلیمان به دلیل عدم افشای درآمد نزدیک به ۳۰٬۰۰۰ دلاری خود توسط ایالت کالیفرنیا به کلاهبرداری از دولت و سوءاستفاده از کمک‌های مالی-رفاهی این ایالت متهم شد. در ۱۴ ژوئیه ۲۰۱۴، او به‌طور تلویحی به یک فقره کلاهبرداری از کمک‌های دولتی از طریق عدم افشای درآمدی که از بازی در فیلم‌ها و سایر برنامه‌های ویدئویی دریافت می‌کرد اعتراف کرد، در حالی که بیش از ۲۶٬۰۰۰ دلار از کمک‌های دولتی برای مراقبت از ۱۴ فرزندش دریافت کرده بود. سلیمان به ۲۰۰ ساعت کار عام‌المنفعه و دو سال حبس تعلیقی و همچنین به پرداخت جزای نقدی ناچیزی محکوم شد. وکیل او، «آرتور جی. لاسیلنتو» گفت که با کمک مالی دوستان، موکلش پیش‌تر بدهی خود را به سیستم رفاهی دولت محلی بازپرداخت کرده بود. سلیمان پیش از پذیرش غیرمستقیم اتهام خود، با چهار فقره جرم از جمله شهادت دروغ و کلاهبرداری رفاهی در این پرونده روبرو بود.

در سال ۲۰۱۲، سلیمان در فیلم ۶۶۶ فرزند شیطان نقش‌آفرینی نمود، یک فیلم ترسناک کم‌هزینه که به زوجی می‌پردازد که با به‌طور تصادفی در اینترنت آشنا می‌شوند، و سپس اتفاقات عجیبی می‌افتد. سلیمان شخصیت «ونسا»، یک دانشجوی سینما را به تصویر می‌کشد.
در سال ۲۰۱۷، سلیمان در گفتگویی در برنامه «اندی کوهن: گذشته و حال» در شبکه براوو شرکت کرد.
در مارس ۲۰۱۹، برنامه استرالیایی «یکشنبه شب» که به وقایع و امور جاری می‌پردازد، با سلیمان برای دهمین سالگرد زادروز هشت قلوها مصاحبه کرد. او اعتراف کرد که اگرچه در آن زمان «کاملاً [...] جوان، کم‌شعور، غیرمسئول، خودخواه، بی پروا» بود، اما از به‌دنیا آوردن هیچ‌یک از فرزندانش پشیمان نیست. در این ویژه‌برنامه اشاره شد که خانه با «دقت نظامی» اداره می‌شود و کودکان «شاد، تندرست و خوش‌اخلاق» هستند.

## شغل‌ها
در ژوئن ۲۰۱۲، سلیمان یک تک‌آهنگ را با هنرمند آمریکایی آدام بارتا ضبط و منتشر کرد. سلیمان پیش‌تر در نسخه‌ای جایگزین جایگزین از موزیک ویدئوی «سؤال و جواب» این هنرمند ظاهر شده بود و در جایی از آن صدایش شنیده می‌شد که می‌گفت: «بیا در آلبوم جدید من یک دوخوان انجام بدیم!» در سال ۲۰۱۲، سلیمان در فیلم پورنو «آکتومام، تنها در خانه» محصول شرکت ویکید پیکچرز بازی کرد. این فیلم در ۲۰ ژوئن ۲۰۱۲ منتشر شد. این فیلم در دسامبر ۲۰۱۲، نامزد دریافت ۴ جایزه ای‌وی‌ان شد و برنده «بهترین ویدیوی سلبریتی» شد.
سلیمان به عنوان یک سرگرم‌کننده بزرگسال به کارِ رقص در کلوپ‌های مردانه مشغول شد. او در ماه سپتامبر یک تک‌آهنگ به نام «مهمانی سکسی» با آدام بارتا منتشر کرد که در جلد آلبوم تصویری از او و آدام بارتا بر روی تخت دیده می‌شود که در آن بارتا با دستانش پستان‌های سلیمان نگه داشته‌است، در حالی که چند صلیب بر روی دیوار پشت تخت دیده می‌شود، جلدی که به گفته سلیمان از آثار مدونا الهام گرفته شده‌است. در اکتبر ۲۰۱۲، سلیمان برای شرکت در راه اندازی یک سایت مناظره اینترنتی به نام «دیون» و انجام یک مناظره آنلاین در مورد فرزندپروری به همراه مایکل لوهان دستمزد دریافت کرد.

### جوایز
| سال  | مراسم        | شاخه                        | نام فیلم/ویدئو        |
| ---- | ------------ | --------------------------- | --------------------- |
| ۲۰۱۳ | جایزه ای‌وی‌ان | بهترین ویدئوی سکس سلبریتی‌ها | آکتومام، تنها در خانه |